# Писарев, Игорь Иванович
И́горь Ива́нович Пи́сарев (19 февраля 1931, Старица — 2001) — советский гребец-байдарочник, выступал за сборную СССР во второй половине 1950-х — первой половине 1960-х годов. Серебряный призёр летних Олимпийских игр в Мельбурне, чемпион Европы, обладатель бронзовой медали чемпионата мира, одиннадцатикратный чемпион всесоюзного первенства, победитель регат республиканского и международного значения. На соревнованиях представлял спортивное общество «Динамо». Мастер спорта СССР (1954), заслуженный мастер спорта. Также известен как многолетний тренер мужской национальной сборной СССР.

## Биография
Родился 19 февраля 1931 года в городе Старица (ныне — в Тверской области.
Активно заниматься греблей начал в раннем детстве, проходил подготовку в ленинградском областном совете физкультурно-спортивного общества «Динамо» под руководством тренера Александра Юлисовича Петерсона. Первого серьёзного успеха добился в 1954 году, когда с одноместной байдаркой на дистанции 500 метров завоевал золотую медаль всесоюзного первенства. Два года спустя выиграл сразу две золотые награды, с одиночкой на 1000 метров и в эстафете 4 × 500 м. Благодаря череде удачных выступлений удостоился права защищать честь страны на летних Олимпийских играх 1956 года в Мельбурне — участвовал в гонках байдарок-одиночек на километр и десять километров, в первом случае финишировал в финале вторым, уступив лишь титулованному шведу Герту Фредрикссону, во втором случае пришёл к финишу пятым. За эти достижения по итогам сезона удостоен почётного звания «Заслуженный мастер спорта СССР».
Получив серебряную олимпийскую медаль, Писарев остался в основном составе советской национальной сборной и продолжил выступать на крупнейших международных регатах. Так, в 1957 году, выиграв 10 км и эстафету в зачёте национального первенства, он побывал на чемпионате Европы в бельгийском Генте, откуда привёз бронзовую и золотую награды, выигранные в тех же дисциплинах. В следующем сезоне был лучшим в составе четырёхместного экипажа на километре и вновь в эстафете, а позже съездил на первенство мира в Прагу, где добыл бронзу в программе К-4 1000 м. В 1959 году в очередной раз одержал победу на эстафете, впоследствии отправился представлять Советский Союз на Олимпиаде 1960 года в Риме — вместе с командой, куда также вошли гребцы Анатолий Кононенко, Фёдор Ляховский и Владимир Наталуха, показал в финале пятое время.
В 1961 году в двойке с Михаилом Каалесте выиграл всесоюзную гонку на десять километров, позднее в той же дисциплине соревновался на чемпионате Европы в польской Познани и стал там бронзовым призёром. Через год в пятый раз добился звания чемпиона в эстафете, после чего в его карьере наступил некоторый спад. Несмотря на долгое отсутствие достойных результатов, в 1964 году Писареву всё-таки удалось пройти отбор на Олимпийские игры в Токио, он сумел дойти до финала программы одиночек на 1000 метров, однако в решающем заплыве финишировал только девятым. Последним успешным сезоном для него оказался сезон 1965 года, когда он на десятикилометровой дистанции с байдаркой-одиночкой выиграл сначала чемпионат СССР, а потом с четвёркой взял серебро на европейском первенстве в Бухаресте.
Завершив спортивную карьеру, Игорь Писарев стал тренером и в период 1966—1990 возглавлял мужскую сборную СССР по гребле на байдарках и каноэ. За это время вывел в чемпионы многих талантливых спортсменов, в том числе его учениками были такие мастера как Александр Шапаренко, Владимир Морозов, Николай Горбачёв, Виктор Кратасюк, Сергей Нагорный и др. Также в период 1986—1987 недолго руководил женской сборной Болгарии, при этом его подопечные болгарские спортсменки на Олимпийских играх в Сеуле выиграли сразу три медали, бронзовую, серебряную и золотую. В 1968 году Писарев получил звание заслуженного тренера, в 1969 и 1973 годах дважды признавался лучшим тренером года в СССР. Выпускник и преподаватель Государственного института физической культуры имени П. Ф. Лесгафта.
Умер в 2001 году.

## Награды
- Орден Дружбы народов (1982)
- два ордена «Знак Почёта» (1972, 1976)[5]
- Медаль «За трудовую доблесть» (27.04.1957) — «за успехи, достигнутые в деле развития массового физкультурного движения в стране, повышения мастерства советских спортсменов, и успешное выступление на международных соревнованиях»